# Zora Seljan
Zora Seljan (Ouro Preto, 7 de dezembro de 1918 - Rio de Janeiro, 26 de abril de 2006) foi uma teatróloga, romancista, cronista, colunista e crítica de teatro brasileira.

## Biografia
Estudiosa do folclore brasileiro foi especialista em cultura afro. Foi crítica de teatro dos jornais O Globo, O Dia e Diretrizes, de Samuel Wainer. Ela também criou o Teatro dos Orixás e escreveu peças como "As três mulheres de Xangô", "Iansã, a guerreira", "As águas de Oxalá" e "Exu, cavaleiro da encruzilhada". Foi casada com o escritor Antônio Olinto e também com Rubem Braga. Formada em Ciências Econômicas pela USP e em Ensaística pela Universidade de Columbia, Estados Unidos, em 1965. Na Universidade de Lagos, Nigéria, onde residiu por dois anos, Zora foi leitora de Literatura Portuguesa e Brasileira. Zora também fundou o Conjunto Folclórico Oxumarê.
Seu primeiro casamento foi com o escritor, jornalista e cronista Rubem Braga, com quem teve um filho, Roberto.
Por sua atuação política durante a ditadura Vargas, tendo sido membro atuante da Aliança Nacional Libertadora em Belo Horizonte, foi alvo de investigações do Departamento de Ordem Política e Social, o DOPS. Chegou a ser detida em duas ocasiões. Na segunda delas, estava com o filho Roberto no colo. Ele também foi conduzido à Delegacia.
Como jornalista, Zora escreveu sobre vários assuntos literários, folclóricos, econômicos e políticos. Foi a primeira jornalista sul-americana a visitar os países da Cortina de Ferro (Rússia e países da União Soviética). Após essa viagem escreveu "E vi as democracias populares", publicado em 1951, após a Segunda Guerra Mundial. Dos escritos de seu pai, o etnógrafo croata Stevo Seljan, tirou material para escrever artigos sobre o que foi a invasão da Itália na Abissínia,. Após a guerra, acompanhou o então marido, Antonio Olinto, em missão cultural para a Nigéria iniciando suas pesquisas sobre os costumes, cultura e artes africanas e usou o teatro para transmitir suas descobertas.
A obra de Zora é uma das excelentes fontes para a divulgação de nossa brasilidade e serve para incentivar novas pesquisas. Em 1958 publicou a peça "Três mulheres de Xangô". Em 1978, reeditou essa peça e outras sendo todas precedidas de capítulo introdutório com detalhamento de como deverá ser feita a montagem teatral de cada uma, mas também esclarecimentos sobre cada personagem, danças, músicas e cenários. Sobre esse trabalho a autora falou: "Meus personagens são Deuses que se manifestam dançando. Que se dê aos orixás a mesma vitalidade dos deuses olímpicos"." Morreu de falência múltipla dos órgãos, no Hospital Israelita da Tijuca, e foi sepultada no Panteão da ABL, no Cemitério de São João Batista, por ser esposa do acadêmico Antônio Olinto, ocupante da cadeira nº 8 da ABL.

## Publicações

### Teatro
- "Três mulheres de Xangô" (1958)
- "Exu, cavaleiro da encruzilhada (1958)
- "As moças dos corpos cheirosos" (1959)
- "A donzela Teodora" (1959)
- "Os negrinhos" (1960)

### Ensaios
- "Eu vi as democracias populares (1951)
- "A educação na Nigéria" (1966)
- "A demanda de Dom Domingo" (1985)
- "Folclore, História de Oxalá" (1965)
- "Iemanjá e suas lendas" (1967)
- "Iemanjá, mães dos Orixás" (1972)

### Demais gêneros
- "O livro de Fusilico: viagem ao rio Paraná" (1952)
- "João Minhoca: a história dos bonecos contadores de história" (1952)
- "O Verbo" (1961, Antologia brasileira de ficção científica)
- "No Brasil, ainda tem gente de minha cor" (1978)
- "Contos de encantamento" (1979)
- "Contos do amanhã" (1979)
- "O navio do sol e outras histórias" (1979)
- "São Vicente Ferrer, santo prodigioso" (1980)